# Moses Isegawa
Moses Isegawa (n. 10 august, 1963 în Uganda) este pseudonimul lui Sey Wava, scriitor ugandez. Înainte de-a se muta în Olanda în 1990, a lucrat ca profesor de istorie. Este autorul cărților Abyssinian Chronicles și Snakepit. A locuit timp de mai mult de 15 ani în Beverwijk , un mic oraș pe lângă Amsterdam. În 2006 s-a întors în Uganda.